# Dicranella ditissima
Dicranella ditissima är en bladmossart som beskrevs av Mitten 1869. Dicranella ditissima ingår i släktet jordmossor, och familjen Dicranaceae. Inga underarter finns listade i Catalogue of Life.